# 永寧 (漢)
永寧（えいねい）は、後漢の安帝劉祜の治世に行われた3番目の元号。
120年 - 121年。

## 出来事
- 元年4月：元初7年を永寧と改元。
- 2年7月：建光と改元。

## 西暦・干支との対照表
| 永寧 | 元年  | 2年   |
| 西暦 | 120年 | 121年 |
| 干支 | 庚申  | 辛酉  |